# Oreopanax fulvus
Oreopanax fulvus là một loài thực vật có hoa trong Họ Cuồng cuồng. Loài này được Marchal mô tả khoa học đầu tiên năm 1878.